# Isosaari (ö i Finland, Birkaland, Sydvästra Birkaland, lat 61,61, long 22,81)
Isosaari är en halvö i Finland. Den ligger i sjön Märkäjärvi och i kommunen Sastamala i den ekonomiska regionen  Sydvästra Birkaland och landskapet Birkaland, i den sydvästra delen av landet, 200 km nordväst om huvudstaden Helsingfors.